# Fantastival
Das Fantastival (Eigenschreibweise: FANTASTIVAL) ist eine jährlich wiederkehrende Großveranstaltung in Dinslaken.

## Durchführung
Diese mehrtägige Veranstaltung am Niederrhein findet seit 1999 jeden Sommer im Burgtheater Dinslaken statt.
Geboten wird ein breites und immer wechselndes Veranstaltungsprogramm aus den Bereichen: Kabarett, Comedy, Theater, Klassik, Jazz, Musical sowie Rock und Pop. Seit 1995 konnten durch das Engagement einer Bürger-Aktiengesellschaft über 200 Veranstaltungen für über 200.000 Besucher durchgeführt werden.

## Geschichte
1995 fand sich im Kreis Wesel in der Stadt Dinslaken eine Gruppe von Bürgern zusammen, mit dem Ziel, das kulturelle Profil der Stadt zu verstärken, den Kulturstandort Dinslaken zu beleben und ihm innerhalb der Musik- und Theaterlandschaft im Ruhrgebiet  und am  Niederrhein neue Attraktivität und damit Zukunftsfähigkeit zu verleihen. Es war das Ziel das  Burgtheater mit einem Unterhaltungsprogramm neu zu beleben. Aus der Initiative wurde die erste Kulturaktiengesellschaft Deutschlands mit 436 Kleinaktionären die hauptsächlich aus Dinslakener Bürgern besteht und mit einem Stammkapital von 150.000,- DM gegründet wurde. Auch als so genannte „kleine Aktiengesellschaft“ wird die Freilicht AG von ehrenamtlichem Engagement getragen, man beschäftigt lediglich  eine hauptamtliche Geschäftsführerin.

## Rezeption
- Carsten Dilly von der WAZ schreibt am 22. Juli 2010 unter anderem: Und nicht nur das Publikum (geschätzte 90 000 Gäste haben sich bislang für das „Fantastival“ begeistern können), auch die Künstler selber lassen sich gerne von der einzigartigen Atmosphäre anstecken.[2]
- Romina Kettner vermerkt am 16. August 2010: Das Fantastival endete mit einem Paukenschlag. Die Sommernacht des Musicals im ausverkauften Burgtheater begeisterte auf der ganzen Linie.